# Pseudosedum condensatum
Pseudosedum condensatum är en fetbladsväxtart som beskrevs av Antonina Georgievna Borissova. Pseudosedum condensatum ingår i släktet Pseudosedum och familjen fetbladsväxter. Inga underarter finns listade i Catalogue of Life.